# Martin Hengel

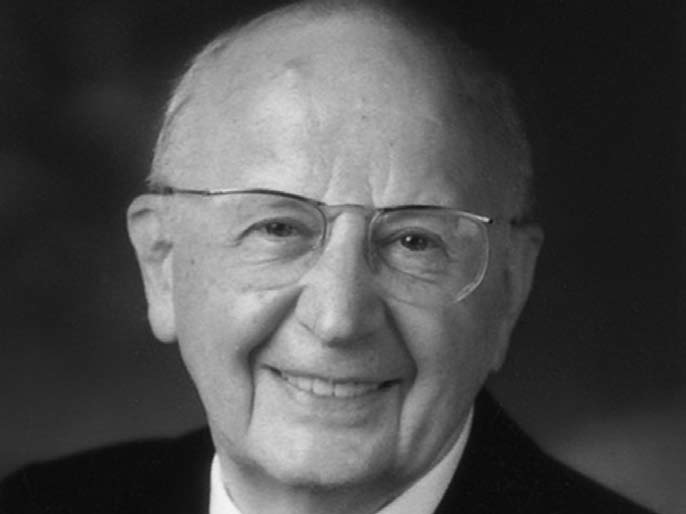
Martin Hengel (vor 2010)

Martin Hengel (* 14. Dezember 1926 in Reutlingen; † 2. Juli 2009 in Tübingen) war ein deutscher evangelischer Theologe und Neutestamentler in Tübingen.

## Leben
Hengel promovierte 1959 bei Otto Michel und habilitierte sich 1967 in Tübingen. 1968 wurde er Professor in Erlangen. Von 1972 bis 1992 war er Professor für Neues Testament und Antikes Judentum an der Eberhard Karls Universität Tübingen und Direktor des Instituts für antikes Judentum und hellenistische Religionsgeschichte. Hengel war regelmäßig Prediger in den Universitätsgottesdiensten der Tübinger Stiftskirche.
Seit 1992 war er emeritiert. Hengel war Ehrendoktor der Universitäten Uppsala und Straßburg, Doctor of Divinity der Universitäten St. Andrews, Durham und Cambridge sowie Litt. D. der Universität Dublin. 1975 wurde er zum korrespondierenden Mitglied der British Academy gewählt. Seit 1978 war er Mitglied der Heidelberger Akademie der Wissenschaften und seit 1999 auswärtiges Mitglied der Königlich Niederländischen Akademie der Wissenschaften.
2008 war Martin Hengel von Papst Benedikt XVI. ins Castel Gandolfo zu einem wissenschaftlich theologischen Gespräch über Jesus eingeladen worden. Das Treffen in der päpstlichen Sommerresidenz wurde dokumentiert.
2009 starb Hengel und wurde auf dem Tübinger Bergfriedhof beigesetzt.

## Hengel als Neutestamentler
Hengel war Experte für die Geschichte des frühen Judentums zur Zeit des Neuen Testaments und beschäftigte sich insbesondere mit den Einflüssen des Hellenismus auf das palästinische Judentum. Er zeigte auf, dass Judentum und Hellenismus einander in komplexer Weise beeinflussten, und korrigierte dabei einige Grundannahmen der Religionsgeschichtlichen Schule, insbesondere Thesen von Rudolf Bultmann.
Als Forscher mit breiter Anerkennung erlaubte sich Hengel kritische Urteile über Tendenzen in der neutestamentlichen Wissenschaft. So beurteilte er die Konzentration auf das relativ umfangarme Neue Testament skeptisch:
„Die (Hyper-)Spezialisierung auf eine Schriftensammlung von 680 Seiten ist uns nicht gut bekommen, vielmehr hat man Hypothesenlabyrinthe errichtet, aus denen wir oft nur noch schwer herausfinden.“
Hengel vertrat die Ursprünglichkeit der Evangelien-Überschriften („Evangelium nach Markus“ usw.), denn eine nachträgliche Einführung von Verfassernamen hätte sich kaum in solcher Einheitlichkeit – wie sie im Handschriftenbefund vorliegt – durchgesetzt. Mit dem Bild einer solchen nachträglichen Einführung werde „ein unhistorischer Popanz aufgebaut, der bis heute die Köpfe der Exegeten verwirrt“. Hengel bezweifelte, dass Q existierte, und meinte, „daß die Logienquelle Q selbst zu einem modernen, pseudowissenschaftlichen ‚Mythos‘ geworden ist“. Stattdessen nahm er die Benutzung des Lukasevangeliums durch Matthäus an. Aber „ein rein literarisches Abhängigkeitsmodell“ könne „die ‚Synoptische Frage‘ nicht beantworten“.
Auch weitere Tendenzen wurden von Hengel abgelehnt, so meinte er etwa: „Den immer noch so beliebten ‚unmessianischen Jesus‘ hat es nie gegeben“, oder er sprach vom „heute weithin überschätzten Thomasevangelium“.
Martin Hengel vertrat Spätdatierungen der Evangelien, nämlich (ungefähr): 
- Markus 69/70 n. Chr.,
- Lukas 75/80 n. Chr.,
- Matthäus 90/100 n. Chr.,
- Johannes 100/105 n. Chr.[11]

Damit kam er der Datierung von Adolf von Harnack nahe:
| Evangelium | Adolf von Harnack (1851–1930) | John A. T. Robinson (1919–1983) | Werner G. Kümmel (1905–1995) | Klaus Berger (1940–2020) | Heute mehrheitlich |
| ---------- | ----------------------------- | ------------------------------- | ---------------------------- | ------------------------ | ------------------ |
| Matthäus   | 70–75 n. Chr.                 | 40–60+                          | 80–100                       | 71                       | 80–90              |
| Markus     | 65–70 n. Chr.                 | 45–60                           | ca. 70                       | vor 70                   | um 70              |
| Lukas      | 79–93 n. Chr.                 | 57–60+                          | 70–90                        | 65–71                    | 80–90              |
| Johannes   | 80–110 n. Chr.                | 40–65+                          | 90–100                       | 68/69                    | um 100             |

## Schüler (Auswahl)
Zu seinen akademischen Schülern gehörten Jörg Frey, Professor an der Universität Zürich, Ulrich Heckel, Professor apl. an der Universität Tübingen und Oberkirchenrat für Theologie, Gemeinde und Weltweite Kirche in Stuttgart, Ulrike Mittmann, Professorin an der Universität Osnabrück, Reinhard Feldmeier, Professor an der Universität Göttingen, Rainer Riesner, Professor an der TU Dortmund, Friedrich Avemarie (1960–2012), zuletzt Professor an der Universität Marburg, Professor Hermann Lichtenberger, Leiter des Instituts für Antikes Judentum und Hellenistische Religionsgeschichte in Tübingen und Roland Deines, Professor an der Internationalen Hochschule Liebenzell.
Christoph Markschies leitet das Akademieunternehmen „Die Griechischen Christlichen Schriftsteller der ersten Jahrhunderte“. Anna Maria Schwemer ist Geschäftsführerin der „Philipp-Melanchthon-Stiftung – Theologisch-Philologisches Kolleg“ und hat in diesem Rahmen seither ununterbrochen einen Lehrauftrag als apl. Professorin an der Evangelisch-theologischen Fakultät der Universität Tübingen.

## Schriften
- Die Zeloten. Untersuchungen zur jüdischen Freiheitsbewegung in der Zeit von Herodes I. bis 70 n. Chr. o. O. 1959, DNB 480080445 (Dissertation Universität Tübingen, Evangelische Theologie-Fakultät, 1959, VI, 328 Seiten, 256 gezeichnete Blätter, 4), AGJU 1. Brill, Leiden u. a. 1961, 2., verbesserte und erweiterte Auflage 1976, ISBN 90-04-04327-6 , 3., durchgesehene und ergänzte Auflage, herausgegeben von Roland Deines und Claus-Jürgen Thornton (= Wissenschaftliche Untersuchungen zum Neuen Testament, Band 283), Mohr Siebeck 2011, ISBN 978-3-16-150776-2 (Dissertation 1959, XXII, 573 Seiten, 24 cm).
- Zur urchristlichen Geschichtsschreibung. Calwer-Paperback. Calwer Verl., Stuttgart 1962, 2., durchges. u. erg. Aufl. 1984, ISBN 3-7668-0743-9.
- Judentum und Hellenismus: Studien zu ihrer Begegnung unter besonderen Berücksichtigung Palästinas bis zur Mitte des 2. Jahrhunderts vor Christus. Tübingen 1967, DNB 482297077 (Habilitation an der Universität Tübingen, Evangelische Theologie 25. Januar 1967, XI, 431 Seiten, LVIII, 217 gezeichnete Blätter, 4 Maschinenschrift). WUNT 10. Mohr, Tübingen 1969, 3., durchgesehene Auflage 1988, ISBN 3-16-145271-2 (grundlegende Studie)
- Nachfolge und Charisma. Eine exegetisch-religionsgeschichtliche Studie zu Mt 8,21 f. und Jesu Ruf in die Nachfolge. BZNW 34. Töpelmann, Berlin 1968
- War Jesus Revolutionär? Calwer Hefte 110. Calwer Verl., Stuttgart 1970, 4. Aufl. 1973
- Eigentum und Reichtum in der frühen Kirche. Aspekte einer frühchristlichen Sozialgeschichte. Calwer Paperback. Calwer Verl., Stuttgart 1973, ISBN 3-7668-0430-8
- Christus und die Macht. Die Macht Christi und die Ohnmacht der Christen. Zur Problematik einer „Politischen Theologie“ in der Geschichte der Kirche. Calwer Paperback. Calwer Verl., Stuttgart 1974, ISBN 3-7668-0442-1
- Der Sohn Gottes. Die Entstehung der Christologie und die jüdisch-hellenistische Religionsgeschichte. Mohr, Tübingen 1975, 2., durchges. u. erg. Aufl. 1977, ISBN 3-16-139451-8
- Juden, Griechen und Barbaren. Aspekte der Hellenisierung des Judentums in vorchristlicher Zeit. Stuttgarter Bibelstudien 76. Verl. Kath. Bibelwerk, Stuttgart 1976, ISBN 3-460-03761-X
- Die Evangelienüberschriften. Sitzungsberichte der Heidelberger Akademie der Wissenschaften, Philosophisch-Historische Klasse 1984,3. Winter, Heidelberg 1984, ISBN 3-533-03614-6
- (Hrsg., zus. mit Anna Maria Schwemer:) Königsherrschaft Gottes und himmlischer Kult. Im Judentum, Urchristentum und in der hellenistischen Welt. WUNT 55. Mohr, Tübingen 1991, ISBN 3-16-145667-X
- (Hrsg.:) Paulus und das antike Judentum. Tübingen-Durham-Symposium im Gedenken an den 50. Todestag Adolf Schlatters (19. Mai 1938). WUNT 58. Mohr, Tübingen 1991, ISBN 3-16-145795-1
- Die johanneische Frage. Ein Lösungsversuch. Mit einem Beitrag zur Apokalypse von Jörg Frey. WUNT 67. Mohr, Tübingen 1993, ISBN 3-16-145836-2
- (Hrsg.:) Die Septuaginta zwischen Judentum und Christentum. WUNT 72. Mohr, Tübingen 1994, ISBN 3-16-146173-8
- (Hrsg.:) Schriftauslegung im antiken Judentum und im Urchristentum. WUNT 73. Mohr, Tübingen 1994, ISBN 3-16-146172-X
- Kleine Schriften. 7 Bde. Mohr Siebeck, Tübingen.
  - Bd. 1: Judaica et Hellenistica. Unter Mitarbeit von Roland Deines u. a. Mit einem Anhang von Hanswulf Bloedhorn. 2000, ISBN 3-16-146588-1
  - Bd. 2: Judaica, Hellenistica et Christiana. 2002, ISBN 3-16-146847-3
  - Bd. 3: Paulus und Jakobus. 2002, ISBN 3-16-147710-3
  - Bd. 4: Studien zur Christologie. 2006, ISBN 3-16-149196-3
  - Bd. 5: Jesus und die Evangelien. 2007, 2. Aufl. 2016, ISBN 978-3-16-154499-6
  - Bd. 6: Studien zum Urchristentum. 2008, ISBN 978-3-16-149509-0
  - Bd. 7: Theologische, historische und biographische Skizzen. 2010, ISBN 978-3-16-150201-9
- mit Anna Maria Schwemer: Paulus zwischen Damaskus und Antiochien. Die unbekannten Jahre des Apostels. Mit einem Beitr. von Ernst Axel Knauf. WUNT 108. Mohr Siebeck, Tübingen (1998) 2000, ISBN 3-16-147469-4
- mit Anna Maria Schwemer: Der messianische Anspruch Jesu und die Anfänge der Christologie. Vier Studien. WUNT 138. Mohr Siebeck, Tübingen 2001, ISBN 3-16-147980-7
- Der unterschätzte Petrus. Zwei Studien. Mohr Siebeck, Tübingen 2006, ISBN 3-16-148895-4
- mit Anna Maria Schwemer: Jesus und das Judentum (Geschichte des frühen Christentums, Bd. 1). Mohr Siebeck, Tübingen 2007.
- Die vier Evangelien und das eine Evangelium von Jesus Christus. Studien zu ihrer Sammlung und Entstehung. WUNT 224. Mohr Siebeck, Tübingen 2008, ISBN 978-3-16-149663-9
- Peter Kuhn (Hrsg.): Gespräch über Jesus. Papst Benedikt XVI. im Dialog mit Martin Hengel und Peter Stuhlmacher. Mohr Siebeck, Tübingen 2010 ISBN 978-3-16-150441-9
- Claus-Jürgen Thornton (Hrsg.): Theologische, historische und biographische Skizzen. mit einer Würdigung und einem vollständigen Schriftenverzeichnis von Jörg Frey (= Kleine Schriften, VII). Mohr Siebeck, Tübingen 2010 ISBN 978-3-16-150201-9